# Capela de São Pedro (Seia)
A Capela de São Pedro localiza-se no centro da cidade de Seia, na freguesia de Seia, São Romão e Lapa dos Dinheiros, município de Seia, no Distrito da Guarda, em Portugal.
Encontra-se ao lado da Igreja da Misericórdia e da Fonte das Quatro Bicas. À sua frente ergue-se o Solar dos Botelhos que, assim como a capela, também é decorado com três belas janelas manuelinas.
Encontra-se classificada como Monumento Nacional pelo Decreto nº 9.953, publicada no DG nº 171, de 31 de julho de 1924.

## História
O templo remonta ao período românico, erguido quando da conquista de Seia pelas forças de Fernando Magno, tendo sido objeto de reforma em meados do século XVI e de alguns acrescentos posteriores, que lhe conferiram o aspecto atual.
No século XVI encontrava-se agregada ao Solar dos Botelhos, pelo que em 1542 o templo foi reconstruído por determinação de Aires Botelho, como o atesta uma inscrição epigráfica ao lado do portal principal.
No século XIX o templo foi desafeto ao culto religioso, sendo posteriormente utilizado como um armazém.
Em 1948 a capela foi reaberta para cerimónias religiosas, passando a ser usada como capela mortuária a partir da década de 1980.

## Características

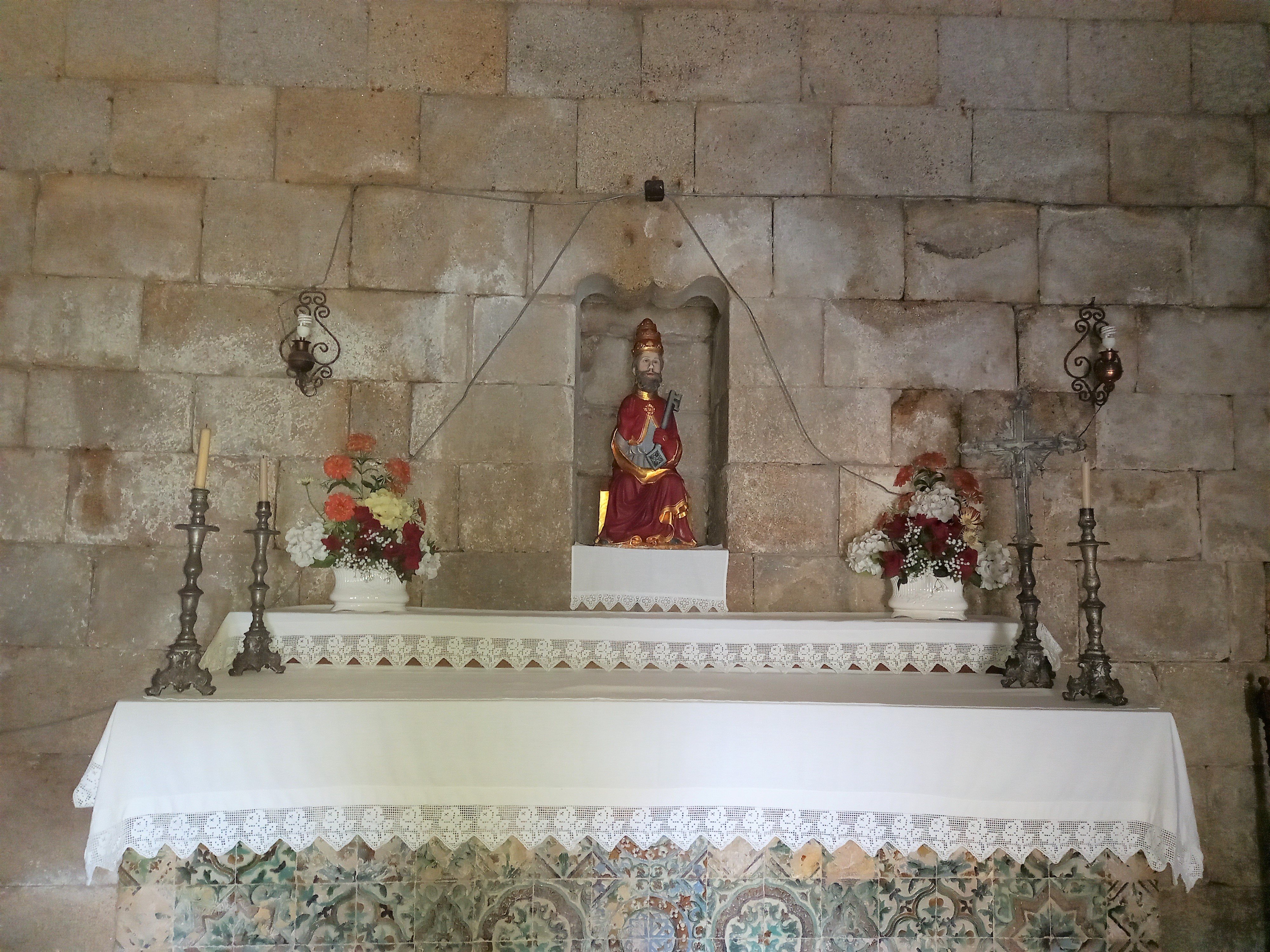
Capela de São Pedro - Altar

De modestas dimensões, apresenta planta quandrangular. Da sua frontaria, simples mas bem aparelhada, destaca-se a torre sineira.

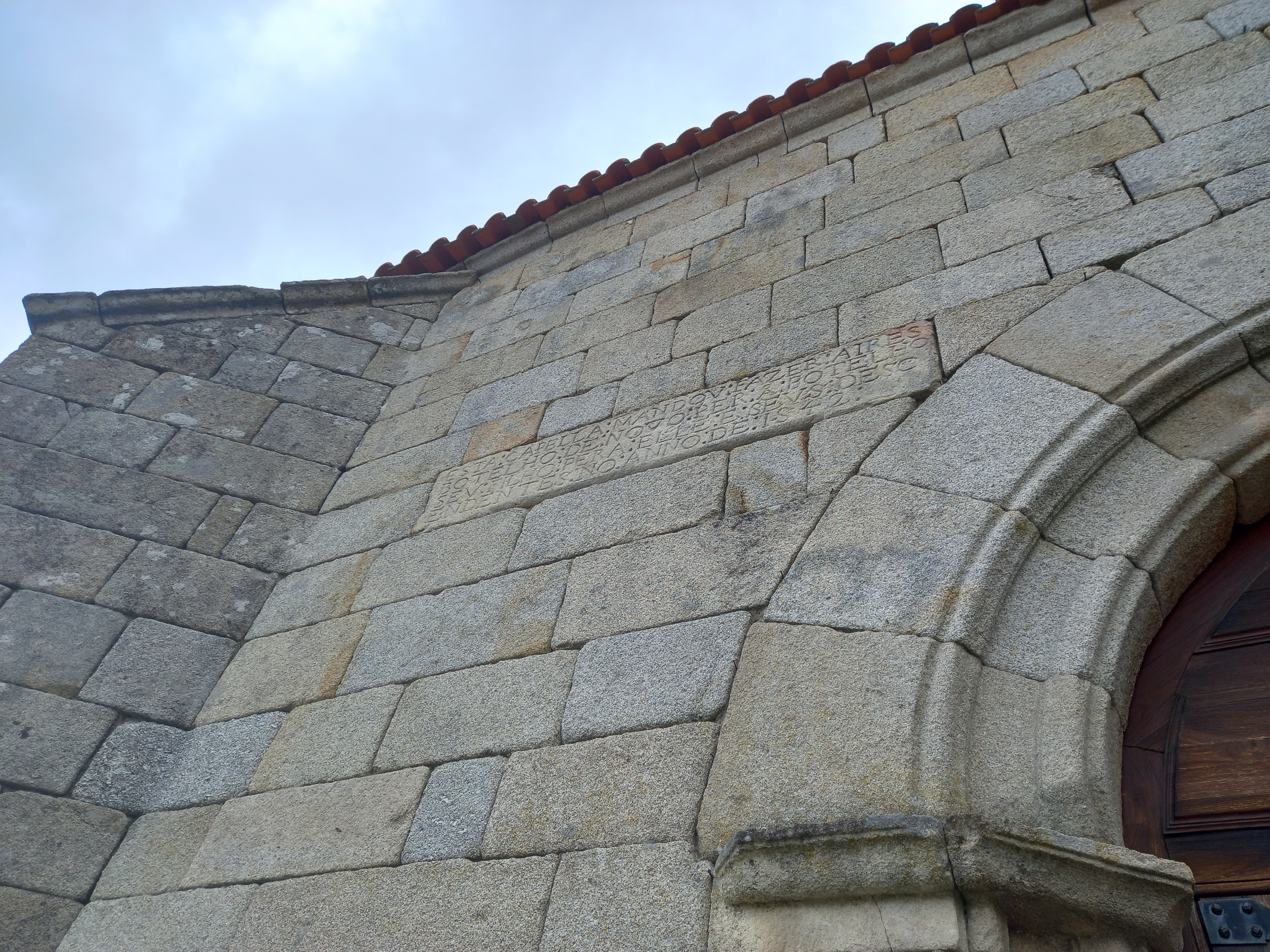
Capela de São Pedro - pormenor do portão principal

Em ambos os lados do portal encontram-se duas inscrições epigráficas, dando conta das diferentes épocas de construção. A primeira, em caracteres góticos, informa: "ESTA CAPELA FEZ JOAO LOEZELLO", desconhecendo-se se é esse o nome do seu instituidor; a segunda, do século XVI, reza: "ESTA CAPELA MANDOU FAZER AIRES BOTELHO DE NOVO PER A. BOTELHO SEU FILHO PERA ELE E SEUS DESCENDENTES NO ANO DE 1542".
O interior da capela é coberto por uma abóbada de berço polinervurada, com um fecho central moldurado por florão, inscrevendo-se no centro deste uma Cruz de Cristo. As nervuras são pontuadas por quatro fechos menores, formando um jogo elegante de linhas arqueadas e círculos escultóricos. Esta cobertura repousa em mísulas, decoradas com relevos que mostram duas máscaras antropomórficas, uma cabeça de ave e uma coroa.
O frontal do altar apresenta parte do revestimento em azulejos hispano-árabes do século XVI; no espaço que compreendia a estrutura retabular subsistem alguns vestígios de afresco.